# ATC代码 (D07)
ATC代码D07（皮质甾体激素类皮肤病治疗药）是解剖学治疗学及化学分类系统的一个药物分组，这是由世界卫生组织药物统计方法整合中心所制定的药品及其它医用产品的官方分类系统。分组D07是D皮肤病的一部分。
兽用代码（ATCvet码）可以在人用ATC代码前加Q字母：QD07等。没有相应人用ATC代码的ATCvet在以下列表中通过前置Q字母表示。
国家ATC分类可能包括列表中没有的其它分类，列表为世界卫生组织（WHO）版本。

## D07A皮质甾体激素类，单方（Corticosteroids, plain）

### D07AA 皮质类固醇类，弱（I组）（Corticosteroids, weak (group I)）
D07AA01 甲泼尼龙（Methylprednisolone）
D07AA02 氢化可的松（Hydrocortisone）
D07AA03 泼尼松龙（Prednisolone）

### D07AB 皮质类固醇类，中强（II 组）（Corticosteroids, moderately potent (group II)）
D07AB01 氯倍他松（Clobetasone）
D07AB02 丁酸氢化可的松（Hydrocortisone butyrate）
D07AB03 氟米松（Flumetasone）
D07AB04 氟可丁（Fluocortin）
D07AB05 氟培龙（Fluperolone）
D07AB06 氟米龙（Fluorometholone）
D07AB07 氟泼尼定（Fluprednidene）
D07AB08 地奈德（Desonide）
D07AB09 曲安西龙（Triamcinolone）
D07AB10 阿氯米松（Alclometasone）
D07AB11 丙丁氢化可的松（Hydrocortisone buteprate）
D07AB19 地塞米松（Dexamethasone）
D07AB21 氯可托龙（Clocortolone）
D07AB30 皮质甾体激素类，复方（Combinations of corticosteroids）

### D07AC 皮质类固醇类，强（III 组）Corticosteroids, potent (group III)
D07AC01 倍他米松（Betamethasone）
D07AC02 氟氯洛龙（Fluclorolone）
D07AC03 去羟米松（Desoximetasone）
D07AC04 氟轻松（Fluocinolone acetonide）
D07AC05 氟可龙（Fluocortolone）
D07AC06 二氟可龙（Diflucortolone）
D07AC07 氟氢缩松（Fludroxycortide）
D07AC08 醋酸氟轻松（Fluocinonide）
D07AC09 布地奈德（Budesonide）
D07AC10 二氟拉松（Diflorasone）
D07AC11 安西奈德（Amcinonide）
D07AC12 卤米松（Halometasone）
D07AC13 莫美他松糠酸酯（Mometasone furoate）
D07AC14 醋丙甲泼尼龙（Methylprednisolone aceponate）
D07AC15 倍氯米松（Beclometasone）
D07AC16 醋丙氢可的松（Hydrocortisone aceponate）
D07AC17 氟替卡松（Fluticasone）
D07AC18 泼尼卡酯（Prednicarbate）
D07AC19 二氟泼尼酯（Difluprednate）
D07AC21 卤倍他松（Ulobetasol）
QD07AC90 （Resocortol butyrate）

### D07AD 皮质类固醇类，高强（IV 组）（Corticosteroids, very potent (group IV)）
D07AD01 氯倍他索（Clobetasol）
D07AD02 哈西奈德（Halcinonide）

## D07B 皮质甾体激素类，与灭菌药的复方（Corticosteroids, combinations with antiseptics）

### D07BA 弱皮质甾体激素类，与灭菌药的复方（Corticosteroids, weak, combinations with antiseptics）
D07BA01 泼尼松龙和灭菌药的复方（Prednisolone and antiseptics）
D07BA04 氢化可的松和灭菌药的复方（Hydrocortisone and antiseptics）

### D07BB 较强皮质甾体激素类，与灭菌药的复方（Corticosteroids, moderately potent, combinations with antiseptics）
D07BB01 氟米松和灭菌药的复方（Flumetasone and antiseptics）
D07BB02 地奈德和灭菌药的复方（Desonide and antiseptics）
D07BB03 曲安西龙和灭菌药的复方（Triamcinolone and antiseptics）
D07BB04 丁酸氢化可的松和灭菌药的复方（Hydrocortisone butyrate and antiseptics）

### D07BC 强皮质甾体激素类，与灭菌药的复方（Corticosteroids, potent, combinations with antiseptics）
D07BC01 倍他米松和灭菌药的复方（Betamethasone and antiseptics）
D07BC02 氟轻松和灭菌药的复方（Fluocinolone acetonide and antiseptics）
D07BC03 氟可龙和灭菌药的复方（Fluocortolone and antiseptics）
D07BC04 二氟可龙和灭菌药的复方（Diflucortolone and antiseptics）

## D07C 皮质甾体激素类，与抗生素的复方（Corticosteroids, combinations with antibiotics）

### D07CA 弱皮质甾体激素类，与抗生素的复方（Corticosteroids, weak, combinations with antibiotics）
D07CA01 氢化可的松和抗生素的复方（Hydrocortisone and antibiotics）
D07CA02 甲泼尼龙和抗生素的复方（Methylprednisolone and antibiotics）
D07CA03 泼尼松龙和抗生素的复方（Prednisolone and antibiotics）

### D07CB 较强皮质甾体激素类，与抗生素的复方（Corticosteroids, moderately potent, combinations with antibiotics）
D07CB01 曲安西龙和抗生素的复方（Triamcinolone and antibiotics）
D07CB02 氟泼尼定和抗生素的复方（Fluprednidene and antibiotics）
D07CB03 氟米龙和抗生素的复方（Fluorometholone and antibiotics）
D07CB04 地塞米松和抗生素的复方（Dexamethasone and antibiotics）
D07CB05 氟米松和抗生素的复方（Flumetasone and antibiotics）

### D07CC 强皮质甾体激素类，与抗生素的复方（Corticosteroids, potent, combinations with antibiotics）
D07CC01 倍他米松和抗生素的复方（Betamethasone and antibiotics）
D07CC02 氟轻松和抗生素的复方（Fluocinolone acetonide and antibiotics）
D07CC03 氟氢缩松和抗生素的复方（Fludroxycortide and antibiotics）
D07CC04 倍氯米松和抗生素的复方（Beclometasone and antibiotics）
D07CC05 醋酸氟轻松和抗生素的复方（Fluocinonide and antibiotics）
D07CC06 氟可龙和抗生素的复方（Fluocortolone and antibiotics）

### D07CD 很强的皮质甾体激素类，与抗生素的复方（Corticosteroids, very potent, combinations with antibiotics）
D07CD01 氯倍他索和抗生素的复方（Clobetasol and antibiotics）

## D07X 皮质甾体激素类，与其它药物的复方（Corticosteroids, other combinations）

### D07XA 弱皮质甾体激素类，与其它药物的复方（Corticosteroids, weak, other combinations）
D07XA01 氢化可的松（Hydrocortisone）
D07XA02 泼尼松龙（Prednisolone）

### D07XB 较强的皮质甾体激素类，与其它药物的复方（Corticosteroids, moderately potent, other combinations）
D07XB01 氟米松（Flumetasone）
D07XB02 曲安西龙（Triamcinolone）
D07XB03 氟泼尼定（Fluprednidene）
D07XB04 氟米龙（Fluorometholone）
D07XB05 地塞米松（Dexamethasone）
D07XB30 皮质甾体激素类的复方（Combinations of corticosteroids）

### D07XC 强的皮质甾体激素类，与其它药物的复方（Corticosteroids, potent, other combinations）
D07XC01 倍他米松（Betamethasone）
D07XC02 去羟米松（Desoximetasone）
D07XC03 莫米松（Mometasone）
D07XC04 二氟可龙（Diflucortolone）